# رناتا فونته
رناتا فونته (بهایتالیایی: Renata Fonte؛ زاده ۳ مارس ۱۹۵۱ - درگذشته ۳۱ مارس ۱۹۸۴) یک سیاستمدار زن اهل ایتالیا بود. که به عنوان ارزیاب فرهنگ در شورای شهر ناردو (لچه) خدمت کرد. او در شب ۳۱ مارس در زادگاهش (ناردو) پس از جلسه شورای شهر، هنگام بازگشت به خانه، توسط یک باند مافیایی با سه گلوله تپانچه کشته شد. او اولین زنی بود که در سال ۱۹۸۲ سمت شورای فرهنگ و آموزش عمومی را بر عهده گرفت.

## قتل
او در ۳۱ مارس ۱۹۸۴ هنگام بازگشت به خانه توسط دو قاتل کشته شد. عاملان واقعی قتل به سرعت دستگیر شدند. آنتونیو اسپانیلو نامزد بعدی برای کرسی در انتخابات شهرداری که دستور آن این قتل را صادر کرده بود نیز دستگیر شد. اگرچه انگیزه هنوز نامشخص است، اعتقاد بر این است که قتل در واکنش به مبارزه سیاسی او برای جلوگیری از تقسیم‌بندی و گمانه‌زنی‌های شهری در خلیج پورتو سلواجو انجام شده‌است.

## جایزه رناتا فونته
هرساله «اتحادیه زنان متحد ایتالیا» تندیسی از رناتا فونته که خود قربانی خشونت بوده‌است را برای قدردانی از فعالان حقوق زنان و افرادی که به‌طور خستگی‌ناپذیری در ترویج قوانین ضد خشونت تلاش می‌کنند، به آن‌ها اعطا می‌کند.
در سال ۲۰۲۳ جایزه رناتا فونته به چهار زن «الهام‌بخش» از افغانستان اعطا شد. این اتحادیه نوشت که از بتول حیدری، صدیقه مشتاق، نسا محمدی و راضیه احسانی به خاطر نقش شان در «تشویق و توانمندسازی» زنان و دختران افغان قدردانی می‌کند.